# جان إميلي هينلي
جان إميلي هينلي (بالإنجليزية: Jean Emily Henley)‏ هي طبيبة وطبيبة تخدير وأستاذة جامعية أمريكية، ولدت في 3 ديسمبر 1910 في شيكاغو في الولايات المتحدة، وتوفيت في 19 أغسطس 1994 في شلبورن في الولايات المتحدة.